# スティーヴィ・チョン・フエ
スティーヴィ・チョン・フエ（Steevy Chong Hue、中国語: 斯蒂维·张、1990年1月26日 - ）は、タヒチライアテア島出身のサッカー選手である。タヒチ代表で、ポジションはFW。

## 経歴
チョン・フエの祖先は客家であり、中華人民共和国広東省深圳市竜崗区にルーツを持っている。
チョン・フエは10代にしてASサミンでキャリアを積み始めており、その後ASドラゴンに2010年に移籍した。2011年にはベルギー・サード・ディビジョンに所属するBXブリュッセルにアルヴァン・テハウと共に移籍したものの、両者とも金銭的事情もあり活躍を果たす事は出来ず、共に1年でタヒチに帰る事となった。FIFAコンフェデレーションズカップ2013の後は、その活躍が認められ、称賛やプロのクラブとのコネクションを得た。
2013年7月26日からチョン・フエはフランス本土のリーグ・アンに所属するFCロリアンの15日のトライアルに参加し、シーズン前の親善試合数試合に参戦した。

## 代表歴
チョン・フエは国内外でタヒチ代表として著名な選手である。彼の決めたOFCネイションズカップ2012決勝での決勝点は、タヒチに初めてのタイトルを齎した。また、FIFAコンフェデレーションズカップ2013にも出場している。

### OFCネイションズカップ2012
チョン・フエはエディー・エタエタによって、OFCネイションズカップのメンバーに選抜された。第一ゲームのサモア代表戦で61分に得点を決め、第二ゲームのニューカレドニア代表戦にも出場して勝利に貢献した。6月10日の決勝戦では、ニューカレドニア代表相手に唯一の得点を前半10分に奪い、同国の優勝の立役者となった。これによって、翌年のFIFAコンフェデレーションズカップへの出場権をタヒチは獲得した。

### FIFAコンフェデレーションズカップ2013
チョン・フエはタヒチ代表としてコンフェデレーションズカップにも出場した。ナイジェリア代表、スペイン代表、ウルグアイ代表と戦ったタヒチであるが、彼は3ゲームとも出場した。活躍はしたものの、ナイジェリア戦では相手ディフェンスのエフェ・アンブローズとの競り合いで問題を引き起こすなどの行動もあった。

## 個人成績

### 代表
| No               | 日附          | 場所                                       | 対戦相手         | 得点 | 結果 | 大会                                       |
| ---------------- | ------------- | ------------------------------------------ | ---------------- | ---- | ---- | ------------------------------------------ |
| 1.               | 2011年8月30日 | ブーラリ・ベイスタード・ベワ               | クック諸島       | 4–0  | 7–0  | パシフィックゲームズ2011                   |
| 2.               | 2011年8月30日 | ブーラリ・ベイスタード・ベワ               | クック諸島       | 7–0  | 7–0  | パシフィックゲームズ2011                   |
| 3.               | 2011年9月5日  | ブーラリ・ベイスタード・ベワ               | キリバス         | 2–0  | 17–1 | パシフィックゲームズ2011                   |
| 4.               | 2011年9月5日  | ブーラリ・ベイスタード・ベワ               | キリバス         | 4–0  | 17–1 | パシフィックゲームズ2011                   |
| 5.               | 2011年9月5日  | ブーラリ・ベイスタード・ベワ               | キリバス         | 5–1  | 17–1 | パシフィックゲームズ2011                   |
| 6.               | 2011年9月5日  | ブーラリ・ベイスタード・ベワ               | キリバス         | 7–1  | 17–1 | パシフィックゲームズ2011                   |
| 7.               | 2012年6月1日  | ホニアラローソン・タマ・スタジアム         | サモア           | 6–0  | 10–1 | OFCネイションズカップ2012                  |
| 8.               | 2012年6月10日 | ホニアラローソン・タマ・スタジアム         | ニューカレドニア | 1–0  | 1–0  | OFCネイションズカップ2012                  |
| 9.               | 2012年9月26日 | フランコンヴィルスタッド・ジャン・ローラン | ニューカレドニア | 1–0  | 1–0  | 2012海外領土サッカーカップ                 |
| 10.              | 2013年3月23日 | ピレースタッド・パテル・テ・ホノ・ヌイ     | ソロモン諸島     | 1–0  | 2–0  | 2014 FIFAワールドカップ・オセアニア3次予選 |
| 29 June 2013現在 |               |                                            |                  |      |      |                                            |

## タイトル

### チーム
- ASドラゴン: 
  - タヒチ・ディビジョン・フェデレール 2011-12, 2012–13

### 個人
- 2011-12 タヒチ・ディビジョン・フェデレールゴールデン・ブーツ: - 11ゴール[7]